# FUD
FUD är en förkortning för fear, uncertainty and doubt (rädsla, osäkerhet och tvivel) och är en marknadsföringsteknik som går ut på att skrämma kunden till att avstå från konkurrenters produkter genom att, utan att säga det rakt ut, låta förstå att dessa produkter innehåller mystiska och farliga defekter. Samtidigt låter man påskina att det egna företagets storlek är en garant för trygghet, säkerhet och pålitlighet, och att dessa argument skulle uppväga de bättre priser och högre kvalitet som konkurrenterna erbjuder, vilket oftast är helt ogrundat. FUD ersätter en objektiv granskande inköpsprocess med ett beslut som baseras på känslorna akronymen består av.
FUD fungerar effektivast när det används av stora och dominerande bolag.
Uttrycket påstås ha myntats av datorforskaren Gene Amdahl då han blev utsatt för FUD av IBM.

## Andra betydelser
- FUD är även en förkortning för Forskning-Utveckling-Demonstration, det vill säga ett steg mer än forskning och utveckling.
- Fud. (med punkt efter) är en förkortning för latinets fudit, som betyder göt/ har gjutit. Finns ofta på gjutna skulpturer, exempelvis Otto Meyer fud., alltså gjutet av Meyers konstgjuteri.